# Università statale del Colorado
L'Università Statale del Colorado (Colorado State University), abbreviata in CSU, è un'università pubblica statunitense situata a Fort Collins, in Colorado. 
Fu fondata nel 1870 come Colorado Agricultural College, nel 1935 rinominata in Colorado State College of Agriculture e Mechanic Arts e poi, nel 1956, il parlamento del Colorado approvò la sua denominazione corrente.
L'Università è classificata come "ad altissima attività di ricerca"
Nel 2018, la CSU ha speso 375 milioni di dollari in ricerca e sviluppo, risultando al 65º posto a livello nazionale e al 39º posto escludendo spese relative alle scuole di medicina. Nel 2021 CSU ha investito 447 milioni di dollari in ricerca e sviluppo Tra i laureati usciti dalla CSU ci sono vincitori di Premi Pulitzer, astronauti, dirigenti d'azienda e due ex governatori del Colorado.
Il programma sportivo della CSU è denominato Colorato State Rams e le varie squadre competono nella Mountain West Conference della NCAA. Una dei più noti atleti usciti dall'università è Amy Van Dyken, nuotatrice e sei volte medaglia d'oro alle olimpiadi, tanto che l'Università gli ha intitolato una delle vie interne del college.